# Hlivištia
Hlivištia jsou obec na Slovensku. Nacházejí se v Košickém kraji, v okrese Sobrance. Obec má rozlohu 20,21 km² a leží v nadmořské výšce 262 m. V roce 2011 v obci žilo 380 obyvatel.

## Dějiny
První písemná zmínka o vsi pochází z roku 1448, kdy patřila šlechticům z Michalovců. V místní kronice, vedené kronikářem Leinerem se připomíná, že začátky obce sahají do roku 1418, kdy byla osadou vsi Jasenov. V roce 1449 se připomíná s názvem Hlevischa. Předtím měla název Liuiscze. Název se měnil vícekrát – 1773 jako Hliviscze, 1920 Hlivište a dnešní název je z roku 1927. Vznik Hlivíšť se zřejmě chápe jako založení osady Hliník. Název obce má kořen ve slově hlivieť (česky lenošit, hnít) a měl funkci katastrálního názvu. V roce 1549 zde bylo kromě šoltýse 18 poddanských domácností. Deset selských domácností bylo na celých usedlostí, jedenáctá na poloviční usedlosti a zbývajících sedm bylo chalupníky a podruhy. V r. 1567 zde hospodařili 4 sedláci (1 na celé a 3 na poloviční usedlosti). V r. 1599 zde kromě šoltýse žilo 14 poddanských rodin. Na přelomu 16. a 17. století byly Hlivištia středně velkou vesnicí s téměř výlučně poddanským obyvatelstvem. V 17. a začátkem 18. století poddaných ubývalo. Ve druhé polovině 18. století byly Hlivištia vesnicí se slovenským obyvatelstvem. Po Malé válce se stala obec Hlivištia součástí území zabraného Maďary. Obec byla osvobozena Rudou armádou 2. listopadu 1944.

## Kultura a zajímavosti

### Stavby
V obci se nachází řeckokatolický chrám Sv. Jiří postavený v roce 1898.

#### Pomníky
Nachází se zde pamětní deska Juraje Joanika Baziloviče, která byla odhalena u příležitosti 180. výročí jeho smrti.

### Přírodní rezervace
V katastrálním území obce je na ploše 11,25 ha přírodní rezervace Drieň.

## Rodáci
- Juraj Joanik Bazilovič (1742–1821), řeckokatolický protoigumen, církevní historik, jeden z prvních historiků Podkarpatské Rusi